# ДіО.фільми
«ДіО.фільми» — українська музична група, до жовтня 2010 «Дантес & Олійник» — музичний дует, створений у 2008 році. Учасники: Володимир Дантес і Вадим Олійник. У березні 2010 року вийшов дебютний альбом — «Мне уже 20».

## Історія
Музиканти познайомилися і почали співпрацювати на проєкті «Фабрика зірок-2» в 2008 році, ставши його переможцями. Невдовзі дует записав ряд популярних пісень, серед яких «Девочка Оля». Продюсерами музикантів були Борис Бронштейн і Наталія Могилевська з продюсерського центру «Talant Group».
4 березня 2010 року відбувся реліз дебютного альбому — «Мне уже 20».
У квітні 2015 року гурт припинив своє існування.

## Дискографія

### Альбоми
«Мне уже 20» (2010)
CD містить 14 треків:
1. «Мне уже 20» (Ю. Мельник / Ю. Мельник)
2. «Оля» (Ю. Мельник / Ю. Мельник)
3. «День из моей жизни...»
4. «Ты в прошлом!» (Ю. Мельник / Ю. Мельник)
5. «Незнакомка» (Б. Кукоба / Б. Кукоба)
6. «Рингтон» (Ю. Мельник / Ю. Мельник, І. Цілик)
7. «Дженелей» (В. Дарвін / В. Дарвін)
8. «Короткие гудки» (Ю. Мельник / Ю. Мельник, І. Цілик)
9. «Зима» (Ю. Мельник / Ю. Мельник, І. Цілик)
10. «Зачем тебе это знать?» (А. Желєзняк / А. Желєзняк)
11. «Оля» (A-SIN RMX) (Ю. Мельник / Ю. Мельник)
12. «Мне уже 20» (A-SIN RMX) (Ю. Мельник / Ю. Мельник)
13. «Мне уже 20» (ANDI VAX MINIMAL RADIO EDIT) (Ю. Мельник / Ю. Мельник)
14. «Конверт» (БОНУС ТРЕК) (С. Підкаура / С. Підкаура)

DVD містить 4 кліпи:
1. «Оля» (концертний запис)
2. «Зачем тебе это знать?» (реж. Алан Бадоєв)
3. «Мне уже 20» (реж. Філ Лі)
4. «Ты в прошлом!» (реж. Філ Лі)

### Сингли
- 2009 — «Мне уже 20»
- 2010 — «Рингтон»
- 2011 — «Ты зря ему дала»
- 2012 — «Открытая рана»
- 2012 — «Медляк»
- 2013 — «Наоборот»

## Відеокліпи
- «Рингтон» (2010)
- «Девочка Оля» (2011)
- «Ты зря ему дала» (2011)
- «Открытая рана» (2012)
- «Открытая рана» (punk version) (2012)
- «Наоборот» (30 травня 2013)